# Steve Aoki
Steven Hiroyuki Aoki (Miami, Florida; 30 de noviembre de 1977) es un DJ, remezclador y productor discográfico estadounidense. Es dueño y fundador de la compañía discográfica Dim Mak Records. 
En 2011, debutó en la lista Top 100 DJs de la revista DJ Mag, ingresando directamente al puesto #42. Tanto en 2016 como en 2022, se ubicó en el séptimo puesto, siendo esta su mejor posición en la lista.

## Primeros años
Steven Hiroyuki Aoki nació en Miami y se crio en Newport Beach (California). Se graduó de la Newport Harbor High School en 1995, fue un jugador estrella en el equipo universitario de bádminton. Su padre es Hiroaki "Rocky" Aoki,  japonés nacido en Tokio y su madre, Chizuru Kobayashi. Su padre era un antiguo competidor de lucha libre, quien también fundó la cadena de restaurantes Benihana. Él tiene dos hermanos mayores, Kana (que ahora es conocida como "Grace"), y Kevin (dueño del restaurante Sushi Doraku). También cuenta con tres medios hermanos, todos los cuales son menores: Kyle, Echo y Devon Aoki, la supermodelo y actriz. Cuando era pequeño, Steve vivía con su abuelo, su madre y sus dos hermanos mayores. 
Aoki asistió a la Universidad de California en Santa Bárbara y se graduó con dos títulos, uno en Estudios de la Mujer y el otro en Sociología. En la universidad, él lanzó sus primeras producciones y realizó conciertos underground en Biko en el Santa Barbara Student Housing Cooperative, que estaba ubicado en Isla Vista, una zona residencial junto a la UCSB. Como sala de conciertos, el apartamento fue conocido comoThe Pickle Patch. A sus 20 años de edad, Aoki había lanzado su propio sello discográfico, al que llamó Dim Mak en honor a su héroe de la infancia, Bruce Lee. También ha integrado en numerosas bandas, incluyendo This Machine Kills, que lanzó un álbum con el sello Ebullition Records, «Esperanza» y «The Fire Next Time». Una de sus mejores canciones, producida junto a Afrojack, fue «No Beef». Canta en «Let It Be Me» de Backstreet Boys.

## Negocios y trayectoria
La colección de línea de ropa Dim Mak se puso en marcha en 2006. Una nueva moda diseñada por Steve y su hermana Devon Aoki, fue lanzado en 1999. Han colaborado con los fundadores y propietarios de la marca Ksubi, George Gorrow y Dan Single, para lanzar este proyecto juntos: «Hemos estado preparando durante dos años, desde las primeras etapas.» dijo Aoki.
Aoki y su amigo Greger, el dueño de WeSC, tuvieron una idea en conjunto para hacer los "auriculares Aoki." Se utiliza diferentes tonos de verde, ya que era el color favorito de Aoki en el momento. Cada temporada Aoki tiene planes para diseñar nuevos auriculares para WeSC. Aoki también está respaldado por ropa KR3W y calzado Supra, donde se desarrolla y diseña toda una gama de ropa y zapatos para las dos empresas bajo su nombre.
Aoki es copropietario de un restaurante de barbacoa coreana Shin junto a Danny Masterson, Julian Casablancas de The Strokes, Mark Ronson, Laura Prepon, Jerry Rivera, entre otros. Él también es copropietario de una empresa de gestión de llamadas Deckstar con DJ AM, junto con sus gerentes y Pablo Rosenberg. Debajo de la división de Gestión de Deckstar, Dim Mak gestión se ha formado para administrar algunos de los artistas del sello y otros DJs.
En noviembre de 2009, Aoki creó su propia revista titulada "Aoki" a través de una empresa editora de revistas de celebridades llamada MYMAG.
En enero de 2012 lanzó su álbum debut, titulado Wonderland con colaboraciones de will.i.am, LMFAO, Kid Cudi, Travis Barker, Rivers Cuomo (Weezer) entre otros y del que ya ha lanzado los videoclips de Earthquakey People, Ladi Ladi, Heartbreaker y Cudi The Kid.
A finales de 2013 Steve Aoki batió dos Records Guinness con la ayuda de sus fans durante una presentación en vivo en Los Ángeles. El primero de los récords fue por conseguir la mayor cantidad de glowsticks brillando durante 30 segundos y el segundo por mantener al público gritando continuamente durante más de dos minutos y medio. El récord fue certificado en el momento por representantes de Guinness y posteriormente le fueron entregadas a Steve Aoki sus correspondientes placas.
Su segundo álbum de estudio, llamado Neon Future, salido el segundo semestre del 2014 y editado en dos partes, la primera en el mes de agosto y la segunda, es decir Neon Future II los primeros meses de 2015. Nuevamente la discográfica elegida para el lanzamiento será Ultra Records y su sello personal Dim Mak Records. Aoki promete romper con los géneros con este nuevo álbum. El sencillo adelanto de Neon Future es "Rage The Night Away".
El cuarto álbum de estudio Kolony lanzado en julio de 2017 incluye colaboraciones de Lil Uzi Vert, 2 Chainz, Gucci Mane, T-Pain y Migos entre otros. Entre los productores se encuentran DVBBS, Bad Royale y Yellow Claw.
El 9 de noviembre de 2018, Steve Aoki saca a la luz su quinto álbum de estudio, y la tercera parte de su saga Neon Future, "Neon Future III". El álbum incluye colaboraciones con artistas como Louis Tomlinson, BTS, Nicky Romero, Blink-182, Daddy Yankee, Don Diablo o Ina Wroldsen, entre otros.

## Discografía

### Álbumes de estudio
| Título                    | Datos del álbum                                                                                                 |
| ------------------------- | --- |
| Wonderland                | - Lanzamiento: 10 de enero de 2012 - Discográfica: Dim Mak Records, Ultra - Formatos: Descarga digital, CD      |
| Neon Future I             | - Lanzamiento: 30 de septiembre de 2014 - Discográfica: Dim Mak Records, Ultra - Formatos: Descarga digital, CD |
| Neon Future II            | - Lanzamiento: 12 de mayo de 2015 - Discográfica: Dim Mak Records, Ultra - Formatos: Descarga digital, CD       |
| Kolony                    | - Lanzamiento: 21 de julio de 2017 - Discográfica: Dim Mak Records, Ultra - Formatos: Descarga digital, CD      |
| Neon Future III           | - Lanzamiento: 9 de noviembre de 2018 - Discográfica: Dim Mak Records, Ultra - Formatos: Descarga digital, CD   |
| Neon Future IV            | - Lanzamiento: 3 de abril de 2020 - Discográfica: Dim Mak Records, Ultra - Formatos: Descarga digital, CD       |
| HiROQUEST: Genesis        | - Lanzamiento: 16 de septiembre de 2022 - Discográfica: Dim Mak Records, Ultra - Formatos: Descarga digital, CD |
| HiROQUEST 2: Double Helix | - Lanzamiento: 17 de noviembre de 2023 - Discográfica: Dim Mak Records, Ultra - Formatos: Descarga digital, CD  |
| Paragon                   | - Lanzamiento: 28 de junio de 2024 - Discográfica: Dim Mak Records, Ultra - Formatos: Descarga digital, CD      |

### Álbumes de mezclas
- Pillowface and His Airplane Chronicles (2008)
- Space Dust Mix (DJ Magazine) (2008)
- I Love Techno 2010 (I Love Techno)
- Sessions Seven (con Stafford Brothers & Tommy Trash) (Ministry Of Sound Australia)[13]
- Wonderland Remixed (2012) (Dim Mak)

EP
- 2012: It’s the End of the World As We Know It

- 2016: "4OKI"

- 2018: "5OKI"

- 2018: "6OKI"

## Sencillos
| Título                                                                | Año  | Mejores posiciones | Mejores posiciones | Mejores posiciones | Mejores posiciones | Mejores posiciones | Mejores posiciones | Mejores posiciones | Mejores posiciones | Mejores posiciones | Mejores posiciones | Certificaciones                                    | Álbum         |
| Título                                                                | Año  | US                 | AUS                | AUT                | BEL                | FRA                | GER                | NLD                | SWE                | SWI                | UK                 | Certificaciones                                    | Álbum         |
| --------------------------------------------------------------------- | ---- | ------------------ | ------------------ | ------------------ | ------------------ | ------------------ | ------------------ | ------------------ | ------------------ | ------------------ | ------------------ | -------------------------------------------------- | ------------- |
| "I'm In the House" (featuring Zuper Blahq)                            | 2010 | —                  | —                  | —                  | 43                 | —                  | —                  | 40                 | —                  | —                  | 29                 |                                                    |               |
| "Turbulence" (with Laidback Luke featuring Lil Jon)                   | 2011 | —                  | 37                 | —                  | —                  | —                  | —                  | —                  | —                  | —                  | 66                 |                                                    |               |
| "No Beef" (with Afrojack featuring Miss Palmer)                       | 2011 | —                  | —                  | —                  | 5                  | 42                 | —                  | 23                 | —                  | —                  | 25                 |                                                    |               |
| "Ladi Dadi" (featuring Wynter Gordon)                                 | 2011 | —                  | —                  | —                  | 45                 | —                  | —                  | —                  | —                  | —                  | —                  |                                                    | Wonderland    |
| "Beat Down" (with Angger Dimas featuring Iggy Azalea)                 | 2012 | —                  | —                  | —                  | 59                 | —                  | —                  | 59                 | —                  | —                  | 44                 |                                                    |               |
| "Boneless" (with Chris Lake and Tujamo)                               | 2013 | —                  | —                  | 42                 | 23                 | 96                 | 49                 | —                  | —                  | —                  | —                  |                                                    |               |
| "A Light That Never Comes" (with Linkin Park)                         | 2013 | 65                 | —                  | 21                 | —                  | 81                 | 8                  | —                  | —                  | 15                 | 34                 |                                                    | Recharged     |
| "Freak" (with Diplo and Deorro featuring Steve Bays)                  | 2014 | —                  | —                  | —                  | 68                 | —                  | —                  | —                  | —                  | —                  | —                  |                                                    |               |
| "Delirious (Boneless)" (with Chris Lake and Tujamo featuring Kid Ink) | 2014 | 90                 | —                  | —                  | —                  | —                  | —                  | —                  | —                  | —                  | —                  | - RIAA: Gold - MC: Platinum                        | Neon Future I |
| "Born to Get Wild" (featuring will.i.am)                              | 2014 | —                  | —                  | —                  | 58                 | —                  | —                  | —                  | —                  | —                  | —                  |                                                    | Neon Future I |
| "Melody" (with Dimitri Vegas & Like Mike vs. Ummet Ozcan)             | 2016 | —                  | —                  | —                  | 12                 | —                  | —                  | —                  | —                  | —                  | —                  |                                                    |               |
| "Just Hold On" (with Louis Tomlinson)                                 | 2016 | 52                 | 20                 | 8                  | 26                 | 8                  | 32                 | 27                 | 15                 | 26                 | 2                  | - RIAA: Gold - ARIA: Gold - BPI: Silver - MC: Gold |               |
| "All Night" (with Lauren Jauregui)                                    | 2017 | —                  | —                  | —                  | —                  | 196                | —                  | —                  | —                  | —                  | —                  |                                                    |               |
| "Azukita" (with Daddy Yankee, Play-N-Skillz and Elvis Crespo)         | 2018 | —                  | —                  | —                  | —                  | 131                | —                  | —                  | —                  | —                  | —                  |                                                    |               |
| "—" indica que no ha alcanzado una posición en listas de dicho país.  |      |                    |                    |                    |                    |                    |                    |                    |                    |                    |                    |                                                    |               |

### Sencillos
2009:
- The Bloody Beetroots con Steve Aoki – Warp EP
- Steve Aoki con Zuper Blahq – I'm In the House

2010:
- Armand Van Helden & Steve Aoki – BRRRAT!
- Steve Aoki & Afrojack – Show Me Your Hands
- Steve Aoki & Sidney Samson – Wake Up Call
- Steve Aoki & The Bloody Beetroots feat. Refused - New Noise

2011:
- Atari Teenage Riot con Steve Aoki & CX Kidtronik – Codebreaker
- Laidback Luke & Steve Aoki feat. Lil Jon - Turbulence
- Steve Aoki & Rivers Cuomo – Earthquakey People (The Sequel)
- Afrojack & Steve Aoki feat. Miss Palmer - No Beef
- Steve Aoki feat. Wynter Gordon - Ladi Dadi
- Steve Aoki feat. LMFAO & NERVO - Livin' My Love
- Tiësto & Steve Aoki – Tornado

2012:
- Steve Aoki Feat. Kid Cudi & Travis Barker – Cudi the Kid
- Steve Aoki & Angger Dimas Feat. Iggy Azalea - Beat Down
- Steve Aoki feat. Angger Dimas – Steve Jobs
- Steve Aoki & Angger Dimas vs. Dimitri Vegas & Like Mike – Phat Brahms
- Steve Aoki Feat. Lil Jon & Chiddy Bang – Emergency

2013:
- Steve Aoki feat. Polina - Come With Me
- Steve Aoki & Angger Dimas feat. My Name Is Kay – Singularity
- Dirtyphonics & Steve Aoki - Stage Divers
- Steve Aoki, Chris Lake & Tujamo - Boneless
- Angger Dimas & Steve Aoki - Annihilation Army
- Flux Pavilion & Steve Aoki - Steve French
- Steve Aoki & R3hab - Flight
- Steve Aoki & Rune RK feat. Ras - Bring You To Life (Transcend)

2014:
- Steve Aoki & Coone – Can't Stop The Swag
- Steve Aoki & Autoerotique & Dimitri Vegas & Like Mike – Feedback
- Steve Aoki, Diplo & Deorro feat. Steve Bays - Freak
- Steve Aoki feat. Waka Flocka Flame - Rage The Night Away
- Steve Aoki feat. Machine Gun Kelly - Free the Madness
- Steve Aoki feat. Flux Pavilion - Get Me Outta Here
- Steve Aoki & Knife Party - Piledriver
- Steve Aoki feat. Luke Steele of Empire of the Sun - Neon Future
- Steve Aoki feat. will.i.am - Born to get wild

2015:
- Steve Aoki feat. Fall Out Boy - Back to Earth
- Steve Aoki & Linkin Park - Darker than blood
- Steve Aoki & Afrojack feat. Bonnie Mckee - Afroki
- Steve Aoki & Moxie Raia - I Love It When You Cry (Moxoki)
- Steve Aoki feat. Walk off the Earth - Home We'll Go (Take My Hand)
- Steve Aoki feat. Matthew Koma - Hysteria
- Steve Aoki, NERVO & Tony Junior - Lightning Strikes
- Steve Aoki & Headhunterz - The Power Of Now
- Steve Aoki & Borgore - Phenomena
- Steve Aoki & Marnik - Interstellar
- Steve Aoki - Titanic
- Steve Aoki - Cake Face
- Maná & Steve Aoki - La Prisión Remix

2016:
- Steve Aoki & Headhunterz - Feel (The Power Of Now)
- Steve Aoki & Felix Jaehn feat. Adam Lambert - Can't Go Home
- Steve Aoki feat. Rich The Kid & ILOVEMAKONNEN - How Else
- Dimitri Vegas & Like Mike & Steve Aoki vs. Ummet Ozcan - Melody
- Steve Aoki feat. Lil Uzi Vert & Rich The Kid - Burn
- Steve Aoki & Boehm feat. Walk The Moon - Back 2U
- Steve Aoki - Fight
- Don Diablo & Steve Aoki X Lush & Simon feat. BullySongs  - What We Started
- Steve Aoki & Autoerotique - ILYSM [4OKI EP]
- Steve Aoki & Shaun Frank - Dope Girlz [4OKI EP]
- Steve Aoki & Reid Stefan - Bring The Funk Back [4OKI EP]
- Steve Aoki & MORTEN - Kids [4OKI EP]
- Steve Aoki - Chala Head Chala [XenoVerse 2 Remix]
- Steve Aoki & Deorro - Be Yourself
- Steve Aoki & Louis Tomlinson - Just Hold On
- Steve Aoki, Marnik & Lil Jon - Supernova (Interstellar)

2017:
- Steve Aoki & DVBBS feat. 2 chainz - Without U
- Steve Aoki feat. Lil Yachty & Migos - Night Call
- Steve Aoki & Yellow Claw feat. Gucci Mane & T-Pain - Lit
- Steve Aoki & Lauren Jauregui - All Night
- Dimitri Vegas & Like Mike vs. Steve Aoki feat. Abigail Breslin - We Are Legend [FREE DOWNLOAD]
- Steve Aoki & BTS - Mic Drop

2018:
- Steve Aoki, Daddy Yankee, Play-N-Skillz & Elvis Crespo - Azukita
- Carnage & Steve Aoki feat. Lockdown - Plur Genocide
- Steve Aoki & Quintino - Mayhem [5OKI EP]
- Steve Aoki & Loopers - Pika Pika [5OKI EP]
- Steve Aoki & Laidback Luke  ft. Bruce Buffer - It's Time [5OKI EP]
- Hardwell & Steve Aoki feat. Kris Kiss - Anthem [5OKI EP]
- Steve Aoki & Vini Vici feat. Mama Aoki - Moshi Moshi [5OKI EP]
- Steve Aoki feat. Lil Yachty & AJR - Pretender
- Steve Aoki x Marnik - Bella Ciao
- Steve Aoki, Deorro, MAKJ & Max Styler - Shakalaka
- Steve Aoki & BTS - The Truth Untold
- Steve Aoki & BTS - MIC Drop (Steve Aoki Remix)
- Steve Aoki & Nicky Romero feat. Kiiara - Be Somebody
- Steve Aoki feat. Ina Wroldsen - Lie To Me
- David Guetta & Steve Aoki feat. Lil Uzi Vert, G-Eazy & Mally Mall - Motto
- Steve Aoki feat. BTS - Waste It On Me
- Steve Aoki & TWIIG - Hoovela
- Nicky Jam & Steve Aoki - Jaleo

2019:
- Steve Aoki & Alan Walker feat. ISÁK - Are You Lonely
- Dagny & Steve Aoki - Hit Your Heart
- Steve Aoki & Monsta X - Play It Cool
- Steve Aoki & Alok - Do It Again
- Steve Aoki, Showtek & MAKJ feat. Kris Kiss - Rave
- Steve Aoki & Darren Criss - Crash Into Me
- Steve Aoki & Timmy Trumpet feat. Dr Phunk - Hava
- Steve Aoki feat. Backstreet Boys - Let It Be Me
- Steve Aoki & Will Sparks - Send It
- Steve Aoki & Bassjackers - I Wanna Rave
- Steve Aoki, Sting & SHAED - 2 In A Million
- Steve Aoki, Ummet Ozcan & Dzeko - Popcorn

2020:
- Steve Aoki feat. Icona Pop - I Love My Friends
- Steve Aoki & Maluma - Maldad
- Steve Aoki feat. Global Dan & Travis Barker - Halfway Dead
- Steve Aoki feat. Lay Zhang & will.i.am - Love You More
- Steve Aoki & Slushii - One True Love
- Steve Aoki feat. RUNN - Last Of Me
- Steve Aoki & Frank Walker feat. AJ Mitchell - Imagine
- Steve Aoki & KREAM - Lies
- Steve Aoki x Timmy Trumpet feat. STARX - Tarantino [6OKI EP]
- Steve Aoki & Aloe Blacc - My Way
- Steve Aoki & Yellow Claw feat. RUNN - End Like This

2021:
- Steve Aoki & k?d - BIB [6OKI EP]
- Steve Aoki x Brennan Heart feat. PollyAnna - Close To You [6OKI EP]
- Steve Aoki & Ben Nicky feat. Spyro & Maikki - Like It Like That [6OKI EP]
- Steve Aoki & Hasse de Moor - Mind Control [6OKI EP]
- Steve Aoki & Gammer - Incoming [6OKI EP]
- Steve Aoki & Willy William feat. Sean Paul, El Alfa, Sfera Ebbasta & Play-N-Skillz - Mambo
- Steve Aoki & George Benson - Give Me The Night
- Steve Aoki & Kiiara feat. Wiz Khalifa - Used To Be
- Steve Aoki & Farruko - Aire
- Steve Aoki & Jungleboi feat. Sam Calver - Rubble To Gold
- Steve Aoki & Yves V feat. Ryan Caraveo - Complicated
- Steve Aoki, GATTÜSO & Aukostics feat. MKLA - Losing My Religion
- Steve Aoki, Chemical Surf & Zafrir feat. Max Africana - Siliwa Hay
- Steve Aoki & Armin van Buuren - Music Means Love Forever
- Steve Aoki & End Of The World - End Of The World
- Steve Aoki, Jolin Tsai & MAX - Equal Of The Darkness
- Steve Aoki feat. Global Dan - Stars Don't Shine
- Alok & Steve Aoki feat. Lars Martin - Typical

2022:
- Steve Aoki & DJ Diesel - Welcome To The Playhouse
- Steve Aoki x MT11 - Da Homies
- Steve Aoki & grandson feat. Jasiah - KULT
- Steve Aoki, Marnik & Leony - Stop The World
- Natanael Cano x Steve Aoki - Nataoki
- Steve Aoki & HRVY - Save Me
- Steve Aoki x Natanael Cano - Kong 2.0
- Steve Aoki & Taking Out Sunday - Just Us Two
- Steve Aoki & KAAZE feat. John Martin - Whole Again
- Steve Aoki, Timmy Trumpet & DJ Aligator - The Whistle
- Steve Aoki feat. Santa Fe Klan & Snow Tha Product - Ultimate
- Taking Out Sunday x Steve Aoki - Cut Without The 'E' (Ziri)

2023:
- Steve Aoki & Regard feat. mazie - New York
- TINI, La Joaqui & Steve Aoki - Las Muñecas
- Steve Aoki feat. CNCO - Diferente
- Steve Aoki & Galantis feat. Hayley Kiyoko - Hungry Heart
- Steve Aoki & Vini Vici - Wild
- Steve Aoki feat. Dixie D'Amelio & Jimmie Allen - Older
- Alok & Steve Aoki - 2 Much 2 Handle
- Steve Aoki feat. PHEM - Love Me
- Steve Aoki & JJ Lin - The Show
- Steve Aoki & Ángela Aguilar - Invítame A Un Café
- Steve Aoki & Quintino - Motor
- Steve Aoki, Showtek & Jem Cooke - Mirror Mirror
- Steve Aoki & KAAZE feat. John Martin - Won't Forget This Time
- Steve Aoki & Trinix feat. Akon - Locked Up
- Steve Aoki & Tony Junior - Kids
- Steve Aoki & Danna Paola - Paranoia
- Steve Aoki & Paris Hilton - Lighter
- Alan Walker, Steve Aoki & Lonely Club - Spectre 2.0
- Steve Aoki & Yellowcard - Ocean Avenue

2024:
- Steve Aoki feat. Lil Jon - Get Lower
- Steve Aoki feat. Kalan.FrFr - 3 Days
- Steve Aoki x Bassjackers feat. Teddy Bee - Voices In My Head
- Steve Aoki x Bassjackers - Flashing Lights
- Steve Aoki & 22Bullets - Mami
- Koven & Steve Aoki - Nervous System
- Dimitri Vegas, Steve Aoki, Ann Lee & Sound Of Legend - 2Times
- Timmy Trumpet x Steve Aoki x 3rd Wall feat. Luciano Pavarotti - Nessun Dorma
- Steve Aoki feat. Oscar Maydon - Corridos & Alcohol
- Steve Aoki, Sam Feldt, XANDRA, Nile Rodgers & Zak Abel - I'm Going Out

2025:
- Steve Aoki & B Jones - Beautiful
- Steve Aoki & Dr Phunk - Love Game
- Steve Aoki & David Guetta feat. Swae Lee & PnB Rock - My Life
- Steve Aoki feat. Trippie Redd, Jessica Baio & KABU - Radio
- Steve Aoki & Ludmilla - Rio Amazing
- Steve Aoki x Tyler Hubbard - Forget Tonight

#### Sencillos en listas
| Año  | Título                                                           | Mejor posición | Mejor posición | Mejor posición | Mejor posición | Mejor posición | Mejor posición | Mejor posición | Mejor posición | Mejor posición | Álbum               |
| Año  | Título                                                           | EUA            | EUA Dance      | ALE            | AUS            | AUT            | BEL (Fla)      | CAN            | HOL            | R.U.           | Álbum               |
| ---- | ---------------------------------------------------------------- | -------------- | -------------- | -------------- | -------------- | -------------- | -------------- | -------------- | -------------- | -------------- | ------------------- |
| 2010 | «I'm in the House» (con Zuper Blahq)                             | —              | —              | —              | —              | 43             | —              | —              | 40             | 29             | Sencillos sin álbum |
| 2011 | «Turbulence» (con Laidback Luke y Lil Jon)                       | —              | —              | 37             | —              | —              | —              | —              | —              | 66             | Sencillos sin álbum |
| 2011 | «No Beef» (con Afrojack y Miss Palmer)                           | —              | —              | —              | —              | —              | —              | —              | 23             | 25             | Sencillos sin álbum |
| 2012 | «Ladi Dadi» (con Wynter Gordon)                                  | —              | —              | —              | —              | 95             | —              | —              | —              | —              | Wonderland          |
| 2012 | «Livin' My Love» (con LMFAO & NERVO)                             | —              | —              | —              | —              | —              | —              | 68             | —              | —              | Wonderland          |
| 2012 | «Beat Down» (con Angger Dimas y Iggy Azalea)                     | —              | —              | —              | —              | 109            | —              | —              | 59             | 44             | Wonderland Remixed  |
| 2013 | «Boneless» (con Chris Lake y Tujamo)                             | —              | 22             | 49             | —              | 42             | 73             | —              | —              | —              | Sencillo sin álbum  |
| 2013 | «A Light That Never Comes» (Linkin Park con Steve Aoki)          | 65             | —              | 8              | 21             | —              | —              | 51             | —              | 34             | Recharged           |
| 2013 | «Bring You to Life (Transcend)» (Steve Aoki & Rune RK con Ras)   | —              | 44             | —              | —              | —              | —              | —              | —              | —              | Sencillos sin álbum |
| 2014 | «Freak» (Steve Aoki, Diplo & Deorro con Steve Bays)              | —              | 33             | —              | —              | —              | 123            | —              | —              | —              | Sencillos sin álbum |
| 2014 | «Rage the Night Away» (con Waka Flocka Flame)                    | —              | 20             | —              | —              | —              | —              | —              | —              | —              | Neon Future I       |
| 2014 | «Delirious (Boneless)» (con Chris Lake, Tujamo y Kid Ink)        | 93             | 9              | —              | —              | —              | —              | 81             | —              | —              | Neon Future I       |
| 2015 | «I Love It When You Cry (Moxoki)» (con Moxie Raia)               | —              | 22             | —              | —              | —              | —              | —              | —              | —              | Neon Future II      |
| 2015 | «Darker Than Blood» (con Linkin Park)                            | —              | 36             | —              | —              | —              | —              | —              | —              | —              | Neon Future II      |
| 2016 | «Can't Go Home» (junto a Felix Jaehn con Adam Lambert)           | —              | 35             | —              | —              | —              | —              | —              | —              | —              | Sencillos sin álbum |
| 2016 | «Melody» (Dimitri Vegas, Like Mike & Steve Aoki vs. Ummet Ozcan) | —              | —              | —              | —              | —              | 12             | —              | —              | —              | Sencillos sin álbum |
| 2016 | «Back 2 U» (junto a Boehm con Walk the Moon)                     | —              | 23             | —              | —              | —              | —              | —              | —              | —              | Sencillos sin álbum |
| 2016 | «Just Hold On» (con Louis Tomlinson)                             | 52             | 7              | 32             | 20             | 8              | 26             | 40             | 27             | 2              | Sencillos sin álbum |
| 2017 | «Lit» (junto a Yellow Claw con Gucci Mane & T-Pain)              | —              | 34             | —              | —              | —              | —              | —              | —              | —              | Kolony              |
| 2017 | «$4,000,000» (junto a Bad Royale con Ma$e & Big Gigantic)        | —              | —              | —              | —              | —              | —              | —              | —              | —              | Kolony              |
| 2017 | «All Night» (con Lauren Jauregui)                                | —              | 9              | —              | —              | —              | —              | —              | —              | —              | Sencillos sin álbum |
| 2018 | «Azukita» (con Daddy Yankee, Play-N-Skillz & Elvis Crespo)       | —              | 16             | —              | —              | —              | —              | —              | —              | —              | Sencillos sin álbum |

### Colaboraciones con otros artistas
| Año  | Título                                                                   | Mejor posición | Mejor posición | Mejor posición | Álbum              |
| Año  | Título                                                                   | BEL (Fla)      | HOL            | EUA Dance      | Álbum              |
| ---- | ------------------------------------------------------------------------ | -------------- | -------------- | -------------- | ------------------ |
| 2009 | «Warp 1.9» (The Bloody Beetroots con Steve Aoki)                         | 73             | —              | —              | Romborama          |
| 2011 | «We're All No One» (Nervo con Afrojack y Steve Aoki)                     | 106            | 89             | 8              | Sencillo sin álbum |
| 2018 | «Motto» (David Guetta con Steve Aoki, Lil Uzi Vert, G-Eazy & Mally Mall) | -              | -              | -              | 7                  |
| 2023 | «Muñecas» (TINI, La Joaqui, Steve Aoki)                                  |                |                |                |                    |

### Remixes
- 2008: Chester French – "She Loves Everybody" (Star Trak)
- 2008: Refused – "New Noise"
- 2008: S.P.A. – "Pets Dance" (Dim Mak)
- 2008: Lenny Kravitz – "Dancin' Til Dawn" (Virgin)
- 2008: Duran Duran – "Skin Divers" (feat. Timbaland) (Interscope)
- 2009: Weezer – "(If You're Wondering If I Want You To) I Want You To"
- 2009: Good Charlotte – "Misery" (Epic)
- 2009: Robin Thicke – "Magic" (Interscope)
- 2009: Tiga – "What You Need"
- 2009: The Killers – "Spaceman" (Steve Aoki & The Bloody Beetroots) (Polydor)
- 2009: Fact – "Rise" (Avex)
- 2009: Autoerotique – "Gladiator" (Steve Aoki x DJ AM) (Dim Mak)
- 2009: All American Rejects – "The Wind Blows" (Interscope)
- 2009: Michael Jackson – "Dancin' Machine" (Universal Motown)
- 2009: N.A.S.A. – "Gifted" (feat. Kanye West, Lykke Li, Santigold) (Anti)
- 2009: Chris Cornell – "Part of Me" (feat. Timbaland) (Interscope)
- 2009: Drake – "Forever" (feat. Kanye West, Lil Wayne & Eminem)
- 2010: Kid Cudi feat. MGMT & Ratatat – "Pursuit of Happiness" (Steve Aoki Dance Remix)
- 2010: Klaxons – "Echoes"
- 2011: Lady Gaga – "Government Hooker"
- 2012: Girls' Generation – "MR. TAXI"
- 2012: Mike Posner – "She Looks Like Sex"
- 2012: Army of the Universe – "Kill the F* DJ" (Steve Aoki Remix)
- 2013: Duran Duran – "Hungry Like The Wolf" (Steve Aoki vs. Duran Duran New York Werewolf Remix)
- 2013: 2 Unlimited – "Get Ready" (Steve Aoki Extended)
- 2013: Dirtyphonics feat. Foreign Beggars – "No Stopping Us" (Steve Aoki Remix)
- 2013: Travis Barker & Yelawolf – "Push Em'" (Steve Aoki & Travis Barker Remix)
- 2014: Borgore – Last Year (Steve Aoki Mainstage Remix)
- 2014: Empire of the Sun – "Celebrate"
- 2014: David Guetta feat. Sam Martin – "Dangerous"
- 2014: Botnek – "Grindhouse" (Steve Aoki Remix)
- 2015: AWOLNATION – "I Am" (Steve Aoki Remix)
- 2015: Steve Aoki feat. Luke Steele – "Neon Future" (Steve Aoki 2045 Remix)
- 2015: Maná - "La Prisión" (Steve Aoki Remix)
- 2015: Florian Picasso – "The Shape" (Steve Aoki Edit)
- 2015: Max Styler & Charlie Darker – "D2B" (Steve Aoki Remix)
- 2016: Steve Aoki feat. Snoop Lion – "Youth Dem (Turn Up)" (Steve Aoki x Garmiani Remix)
- 2016: Soundgarden – "Spoonman" (Steve Aoki Remix)
- 2016: blink-182 – "Bored to Death" (Steve Aoki Remix)
- 2016: Henry Fong feat. Richie Loop – "Drop It Down Low" (Steve Aoki Edit)
- 2016: My Chemical Romance – "Welcome to the Black Parade" (Steve Aoki 10th Anniversary remix) (Dim Mak)
- 2017: Dimitri Vegas & Like Mike vs. Diplo feat. Deb's Daughter – "Hey Baby" (Steve Aoki Remix)
- 2017: Kenji Kawai – "UTAI IV: Reawakening" (Steve Aoki Remix)
- 2017: Mangchi – "The Best" (Steve Aoki Remix)
- 2017: Ayo & Teo – "Rolex" (Steve Aoki Remix)
- 2017: Linkin Park X Steve Aoki – "Darker Than the Light That Never Bleeds" (Chester Forever Steve Aoki Remix)
- 2017: Michael Jackson – "Thriller" (Steve Aoki Midnight Hour Remix)
- 2017: J Balvin & Willy William – "Mi Gente" (Steve Aoki Remix)
- 2017: Linkin Park – "One More Light" (Steve Aoki Chester Forever Remix)
- 2017: Oliver Heldens feat. Danny Shah – "What the Funk" (Steve Aoki Remix)
- 2017: Alan Walker feat. Noah Cyrus & Digital Farm Animals – "All Falls Down" (Steve Aoki Remix)
- 2017: Jane Zhang - "Dust My Shoulders Off" (Steve Aoki Remix)
- 2017: Garmiani feat. Julimar Santos – "Shine Good" (Steve Aoki Remix)
- 2018: BTS feat. Desiigner – "Mic Drop" (Steve Aoki Remix)
- 2018: BTS feat. Steve Aoki - The Truth Untold Remix
- 2018: Dimitri Vegas & Like Mike vs W&W – Crowd Control (3 Are Legend Remix)
- 2020: Kyary Pamyu Pamyu – Ninja Re Bang Bang/にんじゃりばんばん (Steve Aoki Remix)
- 2021: Farruko - Pepas (Steve Aoki Remix)
- 2022: Natanael Cano feat. Steve Aoki  - NataKong
- 2023: Calvin Harris & Sam Smith - Desire (Steve Aoki & KAAZE Remix)

### Producciones como Weird Science
Agrupación conformada por Steve Aoki y Blake Miller
- Haus of Cards – "Original" (Dim Mak)
- Snoop Dogg – "Sensual Seduction" (Geffen)
- Teddybears – "Cobrastyle" (Atlantic)
- Bloc Party – "Helicopter" (Dim Mak)
- The Rakes – "Work Work Work" (Dim Mak)
- Metro Station – "Control" (Columbia)
- Younglove – "Discotech" (Island)
- Peaches – "Boys Wanna Be Her" (XL)
- Under the Influence of Giants – "Mama's Room" (Island)
- The Fashion – "Like Knives & Solo Impala" (Columbia)
- Emmy Rossum – "Slow Me Down" (Geffen)
- Rooney – "Where Did Your Heart Go Missing" (Columbia)

### Apariciones
- The Bloody Beetroots – "Warp 1977" (feat. Steve Aoki & Bobberman) (Dim Mak)
- The Bloody Beetroots – "Warp 1.9" (feat. Steve Aoki) (Dim Mak)
- The Bloody Beetroots – "Warp 7.7" (feat. Steve Aoki) (Dim Mak)
- Junkie XL – "1967 Poem" (feat. Steve Aoki) (Nettwerk)
- MOTOR – "Kick It" (feat. Steve Aoki) (Dim Mak)
- Tai – "Paradise Poltergeist" (feat. Steve Aoki) (Dim Mak)
- Travis Barker – "Misfits" (feat. Steve Aoki) (Dim Mak)
- Capítulo 17 de la primera temporada de Arrow.
- Point Break (Steve Aoki) (Dim Mak)
- Dragon Ball Xenoverse 2 (videogame - downloadable character)
- ¿Por qué él? (Steve Aoki) (Dim Mak)

## Ranking DJ Mag
| DJ         | 2011 | 2012 | 2013 | 2014 | 2015 | 2016 | 2017 | 2018 | 2019 | 2020 | 2021 | 2022 | 2023 | 2024 |
| ---------- | ---- | ---- | ---- | ---- | ---- | ---- | ---- | ---- | ---- | ---- | ---- | ---- | ---- | ---- |
| Steve Aoki | 42°  | 15°  | 8°   | 10°  | 10°  | 7°   | 9°   | 11°  | 10°  | 9°   | 10°  | 7°   | 8°   | 12°  |

## Ranking 101 Tracklist
| Productor  | 2016 | 2017 | 2018 |
| ---------- | ---- | ---- | ---- |
| Steve Aoki | 41°  | 78°  | 38°  |

## Premios
- Best DJ of the Year - Paper Magazine (2007)
- Best Set of the Season - Ibiza Awards (2007)
- Best Party Rocker DJ - BPM Magazine (2007)
- Best Mix Album of the Year - Billboard (2008)
- Session - Empo Awards (2013)
- Best Album "Dance/Electronic of year - Grammys (2013) - Nominación
- Mexico´s Favorite Dj - Empo Awards (2014)

WDM Radio Awards (2017)